# Spinetta: crónica e iluminaciones
Spinetta: crónica e iluminaciones es un libro de Eduardo Berti en coautoría con el músico argentino Luis Alberto Spinetta, cuya primera edición fue lanzada en 1988 por Página/12. Realiza una biografía de Spinetta, a la vez que realiza un análisis en orden cronológico de su obra, a través de conversaciones mantenidas entre el autor del libro con el músico o recopilación de reportajes y documentos escritos. El libro se reeditó seis veces con información ampliada hasta 1993. Luego de esa fecha no se registraron reediciones hasta después de la muerte de Spinetta el 8 de febrero de 2012. En 2014 se realizó una reedición con información ampliada, con la autorización de los herederos de Luis Alberto Spinetta y material fotográfico aportado por Eduardo Martí.

## Contenido
El libro realiza una biografía de Spinetta y un análisis en orden cronológico de su obra, a través de conversaciones mantenidas entre el autor del libro con el músico o recopilación de reportajes y documentos escritos.

## Elaboración
El libro surgió a raíz de una propuesta de Eduardo Berti, cuando sólo tenía 20 años y trabajaba en la sección Espectáculos del diario Página/12, de realizar un ensayo sobre Luis Alberto Spinetta, músico por el que sentía idolatría, cuando su jefe Jorge Lanata le encargó presentar algún proyecto para imprimir con la nueva editora del periódico, llamada Editora/12. 
Concretada la entrevista con Spinetta, éste le respondió "Quiero que hagan un libro sobre mí sólo cuando me haya muerto”. Pero Spinetta finalmente aceptó repasar su vida y su obra con Berti, en su casa natal de Arribeños.

Es un milagro que Luis haya hecho este libro porque, la verdad, no lo veía hablando mucho de las cosas de él, medio que le escapaba al tema, prefería hablar de autos, de comida o de fútbol, pero no de su obra
Dylan Martí

Los encuentros entre Berti y Spinetta se extendieron durante cuatro meses de 1988. Argentina había reconquistado la democracia cuatro años atrás y transcurría el anteúltimo año del gobierno del presidente Alfonsín. En ese momento Spinetta estaba preparando su 21º álbum Téster de violencia y había publicado en 1986 La la la, en conjunto con Fito Páez.

## Derechos de autor
Spinetta y Berti no habían hablado sobre los derechos de autor del libro. 

La verdad es que miro hacia atrás y me sorprendo porque, después de todo el trabajo de conversaciones y escritura, no habíamos hablado nada sobre de quién era el libro, o sobre quién firmaba el contrato, en fin, fue algo incómodo... algo así como cenar, pasarla bomba y hablar después de quién va a pagar. Al final, bueno, él dijo que el libro era mío, porque yo lo había escrito, yo le dije que era de los dos, porque él había dado el sí; en fin, me dijo que arreglábamos en que yo pagaba una cena de comida japonesa para Patricia, su mujer, Alejandro Rozitchner y yo. Pero cuando fuimos quiso pagar él.
Eduardo Berti

Por esa razón el libro fue editado como de autoría exclusiva de Berti. El contrato inicial lo autorizaba a editar el libro hasta 1993. Al vencimiento del contrato, Berti y Spinetta acordaron reeditar el libro con créditos compartidos por mitades, pero esa reedición no se produjo.
En 2014, los herederos de Luis Alberto Spinetta, acordaron una nueva reedición del libro, estableciendo que la autoría del libro correspondía a Luis Alberto Spinetta y Eduardo Berti, en ese orden.

## Distribución
Ni bien editado en 1988 el libro se convirtió en un best seller, siendo editado seis veces hasta 1993. Luego de esa fecha el libro continuó siendo editado por medio de copias no autorizadas o distribuciones por Internet.

## Reedición de 2014
En 2014 los hijos e hijas de Luis Alberto Spinetta y Eduardo Berti acordaron una nueva edición ampliada, con nuevo material y fotos autorizadas por Eduardo Martí.